# Odessa-kartoteket
Odessa-kartoteket (The ODESSA File) er en roman af Frederick Forsyth, som blev udgivet på originalsproget, engelsk, i 1972.
Romanen handler om en ung tysk journalist, som forsøger at opspore en forsvundet tidligere SS-kommandant for en koncentrationslejr, samt Simon Wiesenthals afsløring af organiserede flugtruter til Sydamerika.
Navnet ODESSA er en forkortelse for den fiktive nazistiske sammenslutning i Tyskland ved navn "Organisation der ehemaligen SS-Angehörigen", som kan oversættes til "Organisation for tidligere SS-pårørende".